# Arrondissement de Bazas
L'ancien arrondissement de Bazas se trouvait dans la Gironde. Cet arrondissement, qui a été créé le 17 février 1800, existe toujours sous le nom d'arrondissement de Langon, la sous-préfecture ayant été transférée à Langon en 1926.

## Composition
L'arrondissement comprenait sept cantons : Auros, Bazas, Captieux, Grignols, Langon, Saint-Symphorien et Villandraut.

## Sous-préfets
| Période           | Période           | Identité                        | Fonction précédente                         | Observation                                                           |
| ----------------- | ----------------- | ------------------------------- | ------------------------------------------- | --------------------------------------------------------------------- |
|                   |                   |                                 |                                             |                                                                       |
| 1809              | 1814              | Jean-Baptiste Huet de Coëtlisan |                                             |                                                                       |
|                   |                   |                                 |                                             |                                                                       |
| 27 août 1830      | 21 janvier 1833   | Jean Brun                       |                                             |                                                                       |
|                   |                   |                                 |                                             |                                                                       |
| 12 novembre 1835  | 5 décembre 1835   | François d'Imbert de Mazères    | Sous-préfet de Saint-Yrieix                 |                                                                       |
|                   |                   |                                 |                                             |                                                                       |
| 28 juillet 1849   | 9 mai 1852        | Alfred Frachon                  |                                             | Nommé sous-préfet de Boulogne-sur-Mer                                 |
|                   |                   |                                 |                                             |                                                                       |
| 16 mars 1853      | 31 octobre 1854   | Jean Isoard                     | Appelé au ministère de l'intérieur          | Nommé sous-préfet de Bayonne                                          |
|                   |                   |                                 |                                             |                                                                       |
| 30 décembre 1877  | 5 mars 1887       | Jean Labat                      |                                             | Nommé sous-préfet de Villefranche-de-Rouergue                         |
| 5 mars 1887       | 4 mai 1893        | Marie-François Viguerie         | Conseiller de préfecture du Cher            | Nommé sous-préfet de Béthune                                          |
| 4 mai 1893        | 24 septembre 1900 | Laurent Barberi                 |                                             | Remplacé                                                              |
| 24 septembre 1900 | 1er décembre 1905 | Robert Beurdeley                |                                             | Nommé secrétaire général de la préfecture d'Indre-et-Loire            |
| 1er décembre 1905 | 21 février 1909   | François Sarrazin               | Sous-préfet de Saint-Girons                 | Nommé sous-préfet de Millau                                           |
| 21 février 1909   | 28 février 1909   | Jean Penaud                     |                                             | Nommé secrétaire général de la préfecture du Gers                     |
| 28 février 1909   | 4 mars 1911       | Gabriel Petisné                 | Secrétaire général de la préfecture du Gers | Nommé chef adjoint du cabinet du sous-secrétaire d'État à l'Intérieur |
| 22 mars 1911      | 9 avril 1911      | Pierre Darras                   |                                             | Nommé chef adjoint du cabinet du président du Conseil                 |
| 9 avril 1911      | 27 mars 1915      | André Campion                   | Sous-préfet de Sartène                      | Nommé sous-préfet de Largentière                                      |
| 27 mars 1915      | 3 septembre 1918  | René Detot                      |                                             | Nommé secrétaire général de la préfecture de l'Aube                   |
| 3 septembre 1918  | 28 septembre 1918 | Jean Faure                      | Sous-préfet de La Réole                     | Remplacé                                                              |
| 29 septembre 1918 | 4 mars 1921       | Charles Gaubert                 | Conseiller à la préfecture du Cher          | Nommé sous-préfet de Nogent-le-Rotrou                                 |
| 20 février 1921   | 31 décembre 1921  | Eugène Onfroy                   | Sous-préfet de Brioude                      | Remplacé                                                              |
| 31 décembre 1921  | 1er novembre 1924 | René Botton                     | Sous-préfet de Lombez                       | Nommé sous-préfet de La Réole                                         |
| 6 novembre 1924   | 2 février 1925    | René Guérin                     | Conseiller de préfecture de la Manche       | Nommé sous-préfet de La Châtre                                        |